# Iglesia de San José (Valdivia)
La Iglesia de San José  es una iglesia católica colombiana bajo la advocación de San José, en el municipio de Valdivia, en el Norte antioqueño; que hace parte de la Diócesis de Santa Rosa de Osos.
Originalmente, la iglesia, construida por el padre Pedro Luis Osorio, era un sencillo templo de forma octagonal, este fue derribado en 1942, año en que se inició la construcción del actual templo, en cuyo interior se encuentran las imágenes de la Inmaculada Concepción y San José, además, hay un crucifijo tallado en madera y murales de Fernando Portilla. La parroquia fue creada el 20 de julio de 1895 por mons. Nepomuceno Rueda, Obispo de Antioquia, con Waldislao Ortíz como párroco.
Se trata de un templo con planta en forma de cruz griega, es decir, cuatro brazos iguales; estos, al juntarse, forman un octógono. En el centro hay ocho columnas, que se unen entre sí mediante arcos de medio punto, y que sostienen un arquitrabe circular encima del cual se encuentran las vidrieras; a su vez, sobre estas se encuentra la cúpula, de 17.5 m de diámetro, y, encima de ella, un cupulino. En uno de los costados de la iglesia se encuentra el Parque de Nuestra Señora de las Misericordias.